# Akinori Mikami
Akinori Mikami (三上 明紀, Mikami Akinori, Shizuoka, 12 juni 1969) is een Japans voormalig voetballer die als aanvaller speelde.

## Clubcarrière
Mikami begon zijn carrière in 1988 bij Mitsubishi Motors, de voorloper van Urawa Reds. In 7 jaar speelde hij er 27 competitiewedstrijden en scoorde 1 goal. Mikami beëindigde zijn spelersloopbaan in 1994.

## Statistieken

### J.League
| Seizoen | Club       | Competitie | J.League | J.League | J.League Cup | J.League Cup | Totaal | Totaal |
| Seizoen | Club       | Competitie | Wed.     | Dlp.     | Wed.         | Dlp.         | Wed.   | Dlp.   |
| ------- | ---------- | ---------- | -------- | -------- | ------------ | ------------ | ------ | ------ |
| 1992    | Urawa Reds | J1 League  | -        | -        | 0            | 0            | 0      | 0      |
| 1993    | Urawa Reds | J1 League  | 8        | 0        | 0            | 0            | 8      | 0      |
| 1994    | Urawa Reds | J1 League  | 5        | 0        | 0            | 0            | 5      | 0      |
| Totaal  | Totaal     | Totaal     | 13       | 0        | 0            | 0            | 13     | 0      |